# Clubiona damirkovaci
Clubiona damirkovaci is een spinnensoort uit de familie struikzakspinnen (Clubionidae). De soort komt voor in Maleisië.